# Ulaangom
Ulaangom (mong. Улаангом) – miasto w zachodniej Mongolii, stolica ajmaku uwskiego. W 2010 roku liczyło 27,2 tys. mieszkańców.
Położony na wysokości 936 m n.p.m. Początki osady datują się na połowę XVIII w., gdy powstał tu duży klasztor lamajski, zburzony przez komunistów w 1937. Stolicą ajmaku jest od 1929, w związku z utworzeniem nowego ajmaku.
W 1958 powstał młyn zbożowy, zbudowany przez ZSRR. W latach 80. XX w. zbudowano niewielki kombinat spożywczy produkujący chleb, wyroby cukiernicze i napoje (różne odmiany lemoniady). Znajdują się tu (stan na 2008): Muzeum Ajmaku oraz klasztor lamajski odbudowywany od lat 90. XX w. na miejscu zburzonego w 1937. Zachowały się także dwie świątynie z lat 1913–1916, związane z innym klasztorem. W mieście znajduje się ponadto port lotniczy Ulaangom.